# 費爾福德
費爾福德（Fairford）是英格蘭格洛斯特郡的一個小鎮。費爾福德位於科茨沃爾德地區，靠近科茨沃爾德水公園。據2011年英國人口普查，費爾福德有人口4,031人。